# Haus Schierenberg

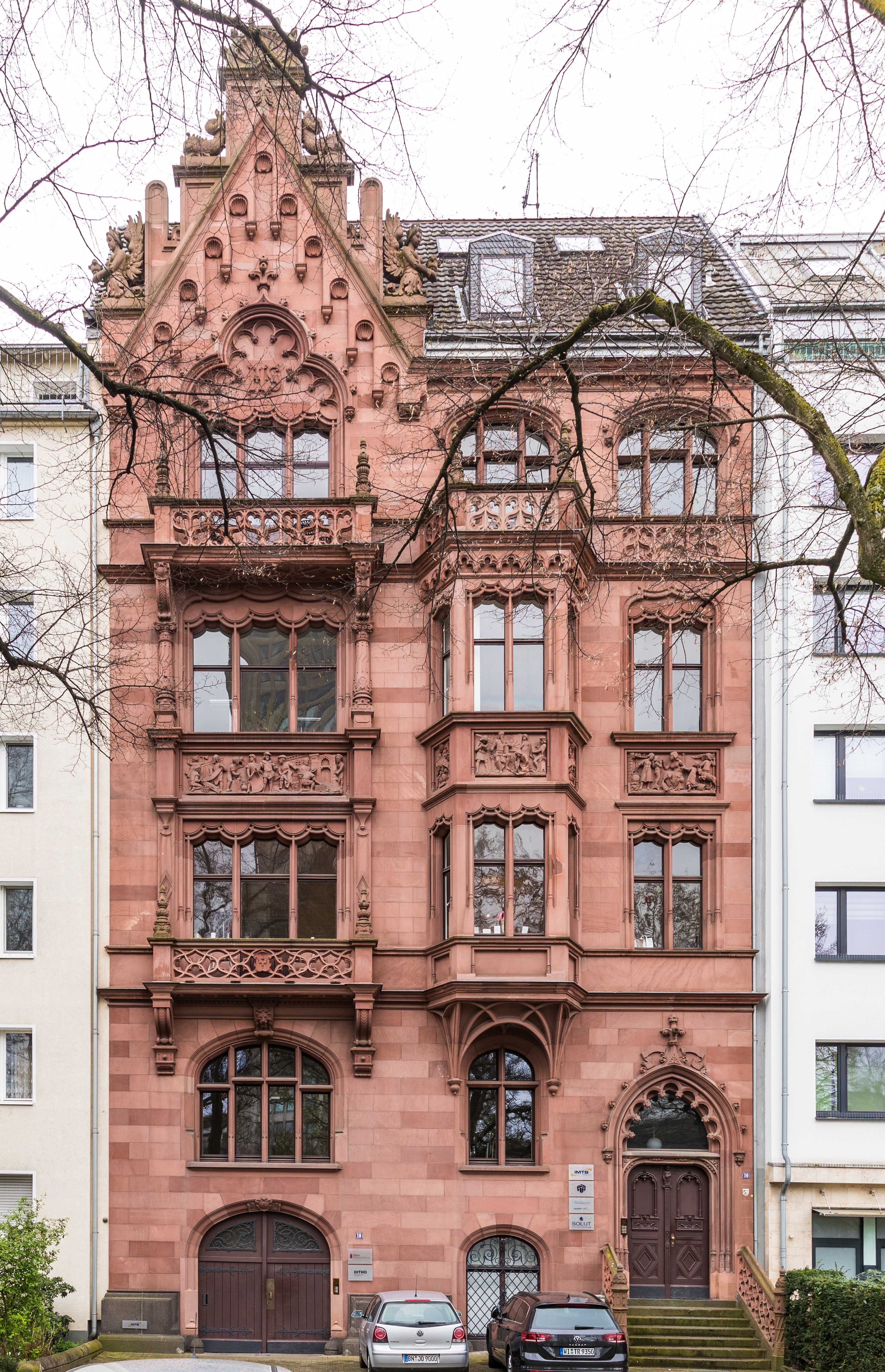
Haus Schierenberg

Das Haus Schierenberg ist ein Wohnhaus in der Kölner Neustadt-Nord, Theodor-Heuss-Ring 10, und steht seit 1992 unter Denkmalschutz.

## Beschreibung
Das neugotische Haus mit einer für Wohnbauten seltenen reich gegliederten Werksteinfassade aus rotem Mainsandstein wurde 1893–1895 nach Entwürfen der Kölner Architekten Alfred Müller-Grah und Otto Grah errichtet, Bauherr war der Kölner Bauunternehmer Heinrich Schierenberg (1869–1938). Brüstungsfelder und Giebel weisen aufwändige Maßwerk-Gliederungen und figürliche Reliefs auf, sie sind vorwiegend der Formensprache der Gotik entlehnt. Die linke Achse des Gebäudes, in der sich auch die Tordurchfahrt befindet, ist dabei durch die mittels Pilaster optisch zusammengefasste Balkone und den prächtigen Giebel besonders betont. Weitere Akzente setzen der zweigeschossige Mittelerker auf trapezförmigem Grundriss mit aufgesetztem Balkon und die portalartig ausgebildete Eingangssituation mit der Freitreppe. In Entsprechung zur Fassade sind im Innern auch Vestibül und Flur mit den Wölbungen in Anklängen an die Gotik gehalten.

## Lage
Die von Hermann Josef Stübben geplante Kölner Neustadt gilt bis heute als bedeutendste Stadterweiterung im Deutschland des ausgehenden 19. Jahrhunderts. Sie legt sich, den alten Wallstraßen folgend, halbkreisförmig um die Altstadt. Als ihr Kernstück wurde die Ringstraße angelegt, ein baumbestandener und mit öffentlichen Grünflächen versehener „Prachtboulevard“, bestehend aus zehn Teilstücken von unterschiedlicher Breite und Gestaltung. Der Theodor-Heuss-Ring, ursprünglich Deutscher Ring, bildet das letzte nördliche Teilstück des Rings zum Rheinufer hin und umschließt in seiner gesamten Länge eine großzügige Parkanlage. Von der im Wesentlichen 1895–1900 errichteten Bebauung dieser repräsentativen Wohnstraße, die an der südlichen Seite aus mehrgeschossigen herrschaftlichen Wohnhäusern mit Vorgärten bestand, hat sich das Haus Schierenberg als eines von wenigen erhalten.